# انجمن جغرافیایی سلطنتی اسکاتلند
انجمن جغرافیایی سلطنتی اسکاتلند (به انگلیسی: Royal Scottish Geographical Society RSGS) یک جامعهٔ علمی و موسسه‌ای خیریه-آموزشی است که در سال ۱۸۸۴ تأسیس شده و دفتر مرکزی آن در شهر پرت اسکاتلند است. این انجمن هم‌اکنون دارای ۲۵۰۰ عضو است و با هدف پیشبرد دانش جغرافیا در سراسر جهان با حمایت از: آموزش، پژوهش، اعزام، از طریق خبرنامه خود نشریهٔ (مجله اسکاتلندی جغرافیایی)، و خبرنامهٔ دیگرش (جغرافیاگر) و چند نشریهٔ دیگر در راه هدف‌های خود می‌کوشد.
انجمن جغرافیایی گردانندهٔ سیزده مرکز منطقه‌ای در سراسر اسکاتلند است که آن‌ها هرکدام مرکزی برای اجرای برنامه‌های سالیانهٔ انجمن؛ در حدود یکصد سخنرانی همراه با توضیح و نمایش، در آبردین، ایر، دامفریز، داندی، دانفرم‌لاین، ادینبورگ، اسکوتیش بوردرز، گلاسکو، اینورنس، کرکودی، پرت و استرلینگ هستند. انجمن همچنین گردانندهٔ یک سرویس پاسخ گویی علمی است که امکان پاسخ دادن به پرسش‌های جغرافیایی در بارهٔ اسکاتلند و فراتر از آن را فراهم می‌کند.